# رز هیل (شهرستان لی، ویرجینیا)
رز هیل (به انگلیسی: Rose Hill) یک منطقهٔ مسکونی در ایالات متحده آمریکا است که در شهرستان لی، ویرجینیا واقع شده‌است. رز هیل ۸٫۹ کیلومتر مربع مساحت و ۷۸۹ نفر جمعیت دارد.